# Hannah Montana 2/Meet Miley Cyrus
Hannah Montana 2: Meet Miley Cyrus to podwójny album będący ścieżką dźwiękową do drugiego sezonu sitcomu Hannah Montany i debiutancki album studyjny Miley Cyrus.
Został wydany 26 czerwca 2007 roku przez Walt Disney Records i Hollywood Records. Całe wydawnictwo było promowane podczas Best of Both Worlds Tour, która odbyła się na przełomie 2007 i 2008  roku.
Lirycznie longplay porusza takie tematy jak: młodzieńcze romansy, "girl power" czy podwójne życie, które prowadzi Miley Stewart w serialu Hannah Montana.Hannah Montana 2: Meet Miley Cyrus zadebiutowała na pierwszym miejscu Billboard 200 ze sprzedażą 325,000 kopii w pierwszym tygodniu, a także pokryła się trzykrotną platyną w Stanach Zjednoczonych, przez Recording Industry Association of America. W Polsce płyta uplasowała się na dwunastej pozycji, prawie rok później od wydania. W celu promocji albumu wydano dwa single przypisane Miley Cyrus: „See You Again” i „Start All Over”.

## Tło i kompozycje
Podczas kręcenia pierwszego sezonu serialu Hannah Montana, skomentowała, że „w tej chwili skupiamy się na tworzeniu Hannah Montany, ale w przyszłości mam nadzieję, że może będzie ścieżka dźwiękowa do Hannah Montany lub album Miley Cyrus.” Premiera odcinka pilotażowego odbyła się kanale Disney Channel 24 marca 2006 roku i zgromadziła 5,4 miliona widzów przed telewizorami, stając się najchętniej oglądanym pierwszym odcinkiem w tamtym czasie. Następnego miesiąca ogłoszono, że soundtrack i debiutancki album Cyrus zostaną wydane na początku 2007 roku. Wydawnictwo Hannah Montana uplasowało się na pierwszym miejscu Billboard 200, ze sprzedażą 286,000 kopii w pierwszym tygodniu, stając się pierwszą telewizyjną ścieżką dźwiękową, która osiągnęła szczyt tego notowania.

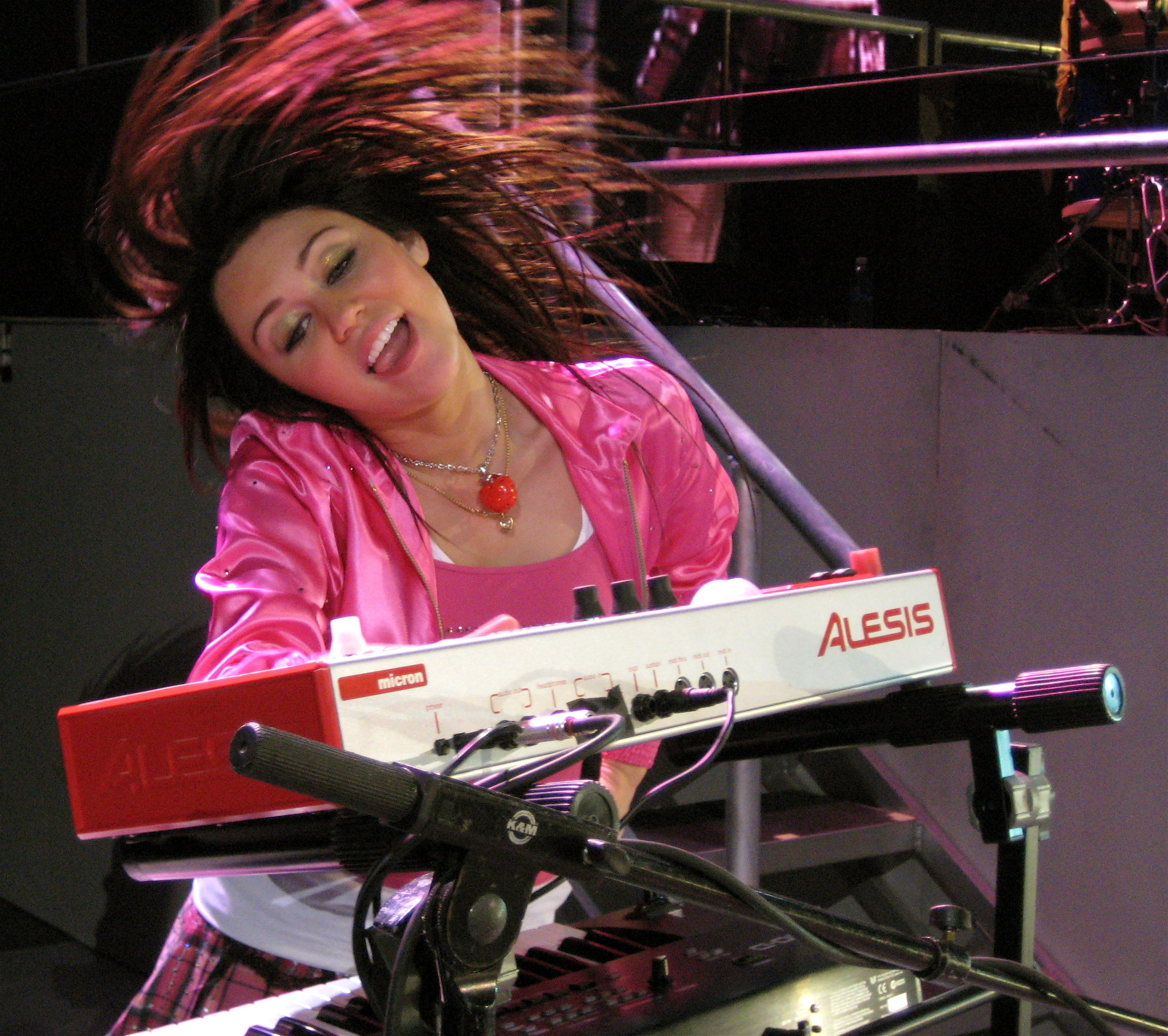
Miley Cyrus wykonująca piosenkę „G.N.O. (Girl’s Night Out)”.

Hannah Montana 2 kontynuuje opowiadanie podwójnego życia, jakie prowadzi Miley Stewart, w serialu Hannah Montana, zwłaszcza w utworach „Rock Star” i „Old Blue Jeans”. Temat przyjaźni poruszany jest w „Right Here”, „You and Me Together” i „True Friend”.  Piosenki „Nobody’s Perfect”, „Make Some Noise” i „Life’s What You Make It” namawiają do optymistycznego podejścia do życia. Meet Miley Cyrus porusza bardziej poważne tematy, m.in. romanse nastolatków.
„I Miss You” zadedykowana jest zmarłemu dziadkowi Cyrus. Hannah Montana 2 została ponownie wydana jako dwupłytowe wydanie Rock Star Edition, zawierające dwa dodatkowe utwory i płytę DVD. Meet Miley Cyrus zostało pominięte w tej edycji.

## Promocja
„Nobody’s Perfect” początkowo zostało wydane jako utwór dodatkowy do reedycji Hannah Montany, która miała premierę 20 marca 2007 roku. Pięć piosenek w wykonaniu Hannah Montanty uplasowało się na Billboard Hot 100: „Nobody’s Perfect” na dwudziestym siódmym miejscu, „Life’s What You Make It” na dwudziestym piątym, „Rock Star” na osiemdziesiątym pierwszym, „Make Some Noise” na dziewięćdziesiątym drugim, a „True Friend” na dziewięćdziesiątym dziewiątym.

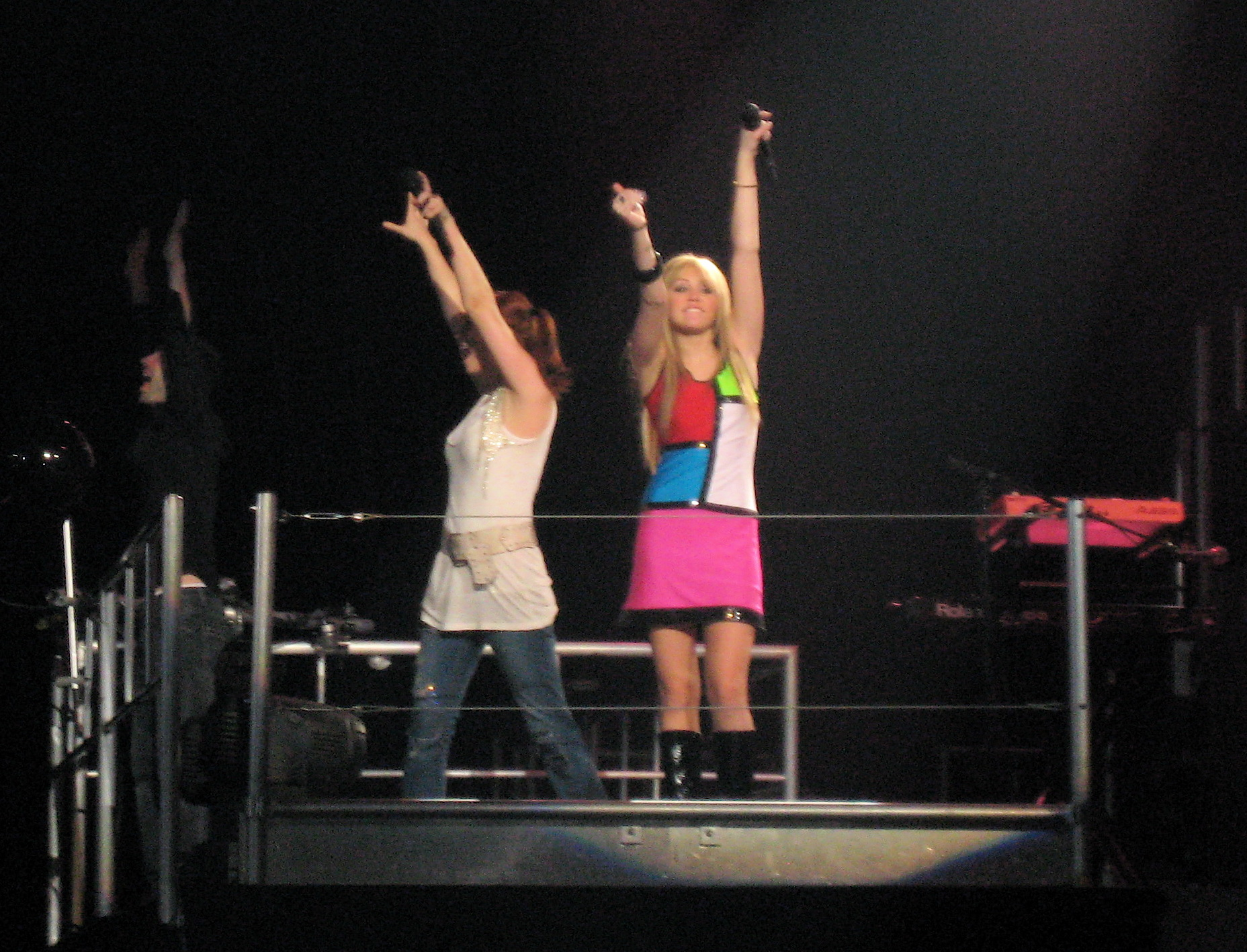
Miley Cyrus jako Hannah Montana podczas trasy Best of Both Worlds Tour.

„See You Again” zostało wydane jako główny singel z Meet Miley Cyrus, który uplasował się na dziesiątym miejscu w Stanach Zjednoczonych. Wersja zremikowana przez Rock Mafię znalazła się na drugim albumie Cyrus Breakout.
Drugi singel z płyty „Start All Over” zadebiutował na sześćdziesiątym ósmym miejscu Hot 100. Do piosenki powstał teledysk, który miał swoją premierę 29 stycznia 2008 roku.
„G.N.O. (Girl’s Night Out)” mimo tego, że nie został wydany jako oficjalny singel znalazł się na dziewięćdziesiątym pierwszym miejscu w Stanach Zjednoczonych.
W celu promocji wydawnictwa, Cyrus wyruszyła w trasę koncertową Best of Both Worlds Tour, która odbyła się na przełomie 2007 i 2008 roku. „Just Like You”,  „Pumpin’ Up the Party”,  „I Got Nerve”, i „The Best of Both Worlds” z pierwszego sundtracku także zostały wykonywane podczas koncertów. Trasa okazała się sukcesem komercyjnym, przynosząc zyski w wysokości 54 milionów dolarów, a wydanie koncertu Hannah Montana & Miley Cyrus: Best of Both Worlds Concert w wersji DVD 70 milionów dolarów. W marcu 2008 roku wydano album koncertowy z tego wydarzenia o tytule Best of Both Worlds Concert.

## Odbiór

### Recenzje
| Wydawca              | Ocena       |
| -------------------- | ----------- |
| AllMusic             | [ 15 ]      |
| Common Sense Media   | [ 16 ]      |
| Entertainment Weekly | A-          |
| PluggedIn            | (korzystna) |

Heather Phares z AllMusic wyraziła zaniepokojenie faktem, że Cyrus znajduje się „w niebezpieczeństwie zostania w cieniu roli, którą gra”, ale pochwaliła utwory „lśniące, napędzane syntezatorami i akustyczne ballady”. Oceniła utwór „East Northumberland High” jako najbardziej wyróżniający się z obu płyt. Kathi Kamen Goldmark z Common Sense Media oceniła, że wydanie Hannah Montana 2 i Meet Miley Cyrus jako jednego projektu przyciągnie młodszych odbiorców. Skrytykowała album za „syntezatory i przeróbkę” i dodała, że utwory „irytują każdego o bardziej dojrzałym guście muzycznym.” Bob Smithouser i Bob Waliszewski z PluggedIn pochwalili album za „świetny wybór dla fanów Cyrus” i porównali jego styl do Ashlee Simpson. Shirley Halperin z Entertainment Weekly przyrównała jego brzmienie do  Hilary Duff i Avril Lavigne. Napisała, że pierwsza płyta „dostarcza cukierkowego popu i zachwyca balladami R&B”, a druga zasługuje na uwagę ze względu na bardziej „ryzykowne” teksty.

### Sukces komercyjny
W Stanach Zjednoczonych Hannah Montana 2: Meet Miley Cyrus zadebiutowała na pierwszym miejscu Billboard 200, dzięki sprzedaży 326,000 kopii w pierwszym tygodniu, przewyższając tym samym sprzedaż Hannah Montana, z 281,000 kopii. Dotychczas album pokrył się potrójną platyną przez Recording Industry Association of America. W Kanadzie wydawnictwo dotarło do trzeciej pozycji, gdzie uzyskało status platynowej płyty. W Meksyku płyta uplasowała się na osiemnastym miejscu i pokryła się złotem, w Australii na dwudziestym i pokryła się platyną. W Wielkiej Brytanii album nie znalazł się na oficjalnym zestawieniu, ale uplasował się na ósmej pozycji UK Compilation Charts, gdzie osiągnął status złotej płyty. W Polsce dwupłytowy longplay zadebiutował na dwunastym miejscu, po dziewięciu miesiącach od daty wydania.

## Lista utworów
| Hannah Montana 2 – CD 1 | Hannah Montana 2 – CD 1   | Hannah Montana 2 – CD 1                          | Hannah Montana 2 – CD 1       | Hannah Montana 2 – CD 1 |
| Nr                      | Tytuł utworu              | Autorzy                                          | Muzyka                        | Długość                 |
| ----------------------- | ------------------------- | ------------------------------------------------ | ----------------------------- | ----------------------- |
| 1.                      | „We Got the Party”        | Greg Wells, Kara DioGuardi                       | Wells, DioGuardi              | 3:35                    |
| 2.                      | „Nobody’s Perfect”        | Matthew Gerrard, Robbie Nevil                    | Gerrard                       | 3:20                    |
| 3.                      | „Make Some Noise”         | Andy Dodd, Adam Watts                            | Watts, Dodd                   | 4:47                    |
| 4.                      | „Rock Star”               | Aristedis Archoritis, Jeannie Lurie, Chen Neeman | Toby Gad                      | 2:58                    |
| 5.                      | „Old Blue Jeans”          | Michael Bradford, Pam Sheyne                     | Bradford                      | 3:22                    |
| 6.                      | „Life’s What You Make It” | Gerrard, Nevil                                   | Gerrard                       | 3:08                    |
| 7.                      | „One in a Million”        | Toby Gad, Negin Djafari                          | Gad                           | 3:55                    |
| 8.                      | „Bigger Than Us”          | Antonina Armato, Tim James                       | Armato, James, Dorian Crozier | 2:57                    |
| 9.                      | „U and Me 2gether”        | Jamie Houston                                    | Houston                       | 3:46                    |
| 10.                     | „True Friend”             | Lurie                                            | Marco Marinangeli             | 3:09                    |
|                         |                           |                                                  |                               | 34:57                   |

| Hannah Montana 2 – Rock Star Edition | Hannah Montana 2 – Rock Star Edition      | Hannah Montana 2 – Rock Star Edition             | Hannah Montana 2 – Rock Star Edition | Hannah Montana 2 – Rock Star Edition |
| Nr                                   | Tytuł utworu                              |                                                  | Muzyka                               | Długość                              |
| ------------------------------------ | ----------------------------------------- | ------------------------------------------------ | ------------------------------------ | ------------------------------------ |
| 1.                                   | „We Got the Party”                        | Greg Wells, Kara DioGuardi                       | Wells, DioGuardi                     | 3:35                                 |
| 2.                                   | „Nobody’s Perfect”                        | Matthew Gerrard, Robbie Nevil                    | Gerrard                              | 3:20                                 |
| 3.                                   | „Make Some Noise”                         | Andy Dodd, Adam Watts                            | Watts, Dodd                          | 4:47                                 |
| 4.                                   | „Rock Star”                               | Aristedis Archoritis, Jeannie Lurie, Chen Neeman | Toby Gad                             | 2:58                                 |
| 5.                                   | „Old Blue Jeans”                          | Michael Bradford, Pam Sheyne                     | Bradford                             | 3:22                                 |
| 6.                                   | „Life’s What You Make It”                 | Gerrard, Nevil                                   | Gerrard                              | 3:08                                 |
| 7.                                   | „One in a Million”                        | Toby Gad, Negin Djafari                          | Gad                                  | 3:55                                 |
| 8.                                   | „Bigger Than Us”                          | Antonina Armato, Tim James                       | Armato, James, Dorian Crozier        | 2:57                                 |
| 9.                                   | „U and Me 2gether”                        | Jamie Houston                                    | Houston                              | 3:46                                 |
| 10.                                  | „True Friend”                             | Lurie                                            | Marco Marinangeli                    | 3:09                                 |
| 11.                                  | „One in a Million” (wersja akustyczna)    | Gad Djafari                                      | Gad                                  | 3:55                                 |
| 12.                                  | „We Got the Party” (feat. Jonas Brothers) | Wells DioGuardi                                  | Wells DioGuari                       | 3:36                                 |
|                                      |                                           |                                                  |                                      | 42:28                                |

| Hannah Montana 2 – Rock Star Edition (bonus DVD) | Hannah Montana 2 – Rock Star Edition (bonus DVD) | Hannah Montana 2 – Rock Star Edition (bonus DVD) |
| Nr                                               | Tytuł utworu                                     | Długość                                          |
| ------------------------------------------------ | ------------------------------------------------ | ------------------------------------------------ |
| 1.                                               | „Life’s What You Make It”                        |                                                  |
| 2.                                               | „Old Blue Jeans”                                 |                                                  |
| 3.                                               | „One in a Million”                               |                                                  |
| 4.                                               | „Make Some Noise”                                |                                                  |
| 5.                                               | „True Friend”                                    |                                                  |
| 6.                                               | „Nobody’s Perfect”                               |                                                  |
| 7.                                               | „Bigger Than Us”                                 |                                                  |
| 8.                                               | „One in a Million” (wersja akustyczna)           |                                                  |

| Meet Miley Cyrus – CD 2 | Meet Miley Cyrus – CD 2     | Meet Miley Cyrus – CD 2                | Meet Miley Cyrus – CD 2 | Meet Miley Cyrus – CD 2 |
| Nr                      | Tytuł utworu                | Autorzy                                | Muzyka                  | Długość                 |
| ----------------------- | --------------------------- | -------------------------------------- | ----------------------- | ----------------------- |
| 1.                      | „See You Again”             | Miley Cyrus, Armato, James             | Armato, James           | 3:10                    |
| 2.                      | „East Northumberland High”  | Armato, James, Samantha Jo Moore       | Armato, James           | 3:24                    |
| 3.                      | „Let’s Dance”               | Cyrus, Armato, James                   | Armato, James           | 3:02                    |
| 4.                      | „G.N.O. (Girl’s Night Out)” | Cyrus, Matthew Wilder, Tamara Dunn     | Wilder                  | 3:35                    |
| 5.                      | „Right Here”                | Cyrus, Armato, James                   | Armato, James           | 2:44                    |
| 6.                      | „As I Am”                   | Cyrus, Shelley Peiken, Xandy Barry     | Wally Gagel, Barry      | 3:45                    |
| 7.                      | „Start All Over”            | Scott Cutler, Anne Preven, Fefe Dobson | Jason Morey             | 3:27                    |
| 8.                      | „Clear”                     | Cyrus, Peiken, Barry                   | Armato, James           | 3:01                    |
| 9.                      | „Good and Broken”           | Cyrus, Armato, James                   | Armato, James           | 2:55                    |
| 10.                     | „I Miss You”                | Cyrus, Wendi Foy Green, Brian Green    | Green                   | 3:58                    |
|                         |                             |                                        |                         | 33:01                   |

## Notowania
| Notowania (2007-08)               | Najwyższa pozycja |
| --------------------------------- | ----------------- |
| Australia (ARIA Charts)           | 20                |
| Austria (Ö3 Austria Top 40)       | 13                |
| Dania (Track Top-40)              | 23                |
| Francja (SNEP)                    | 178               |
| Hiszpania (PROMUSICAE)            | 46                |
| Kanada (Canadian Albums Chart)    | 3                 |
| Meksyk (AMPROFON)                 | 18                |
| Norwegia (VG-lista)               | 8                 |
| Nowa Zelandia (Recorded Music NZ) | 6                 |
| Polska (OLiS)                     | 12                |
| Portugalia (AFP)                  | 12                |
| Stany Zjednoczone (Billboard 200) | 1                 |
| Szwajcaria (Alben Top 100)        | 69                |
| Szwecja (Sverigetopplistan)       | 50                |

## Certyfikacje
| Australia (ARIA)                                         | platynowa płyta    | 70,000^    |
| Kanada (Music Canada)                                    | 2× platynowa płyta | 200,000^   |
| Meksyk (AMPROFON)                                        | złota płyta        | 50,000^    |
| Wielka Brytania (BPI)                                    | złota płyta        | 100,000^   |
| Stany Zjednoczone (RIAA)                                 | 3× platynowa płyta | 3,000,000^ |
| „^” oznacza sprzedaż wyłącznie na podstawie certyfikatu. |                    |            |